# Hermannus Bouman

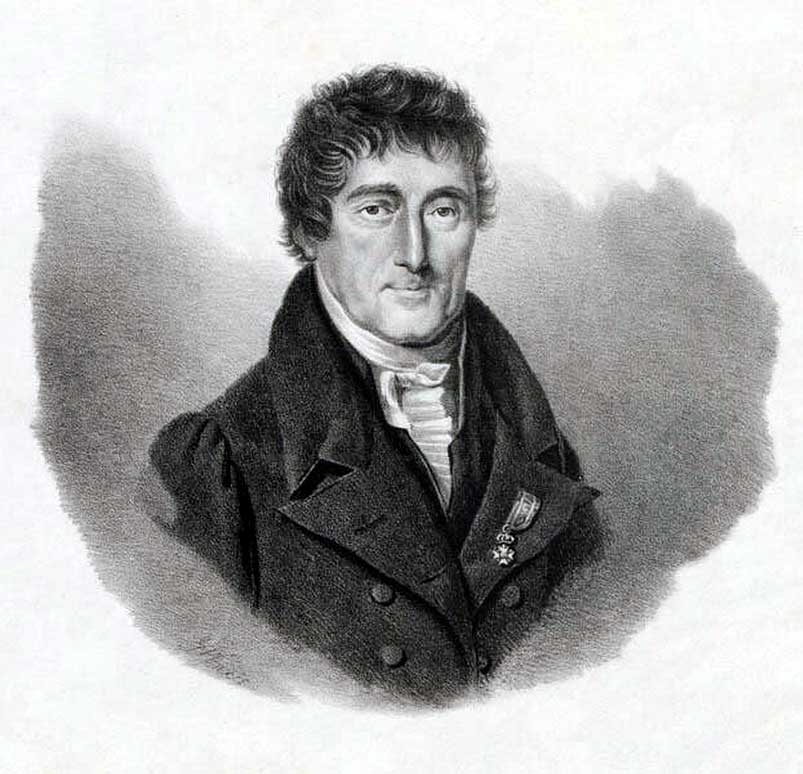
Hermannus Bouman

Hermannus Bouman auch: Herman Bouman, Pseudonym: Frisus (* 11. Februar 1789 in Idaard; † 14. Mai 1864 in Utrecht) war ein niederländischer reformierter Theologe und Orientalist.

## Leben
Der Sohn des Pfarrers Luttonius Bouman (* 2. Januar 1751 in Midlum; † 14. Juni 1836 in Harderwijk) und der Lucretia Welmina van der Swaagh (* 18. März 1762 in Appingedam; † 22. Juni 1834 in Harderwijk), besuchte die Schulen in Harderwijk und Elburg. Danach frequentierte er das Gymnasium Velavicum in Harderwijk bei Gerardus Knoop und Jan ten Brink. 1804 begann er an der Universität Harderwijk ein Studium der Theologie, wobei Jean Henri Pareau, Bernardus Nieuhoff (1747–1831), Johann Clarisse und Annaeus Ypeij (1760–1837) seine prägenden Lehrer wurden. Am 20. September 1812 übernahm er eine Pfarrerstelle in Oostermeer und wechselte 1815 auf eine Pfarrerstelle in Finsterwolde bei Groningen.
Am 22. Oktober 1822 berief man ihn als Professor der Theologie an die Universität Utrecht. In Utrecht erhielt er am 13. Mai 1823 eine Ehrendoktorwürde der Theologie und trat die ihm übertragenen Professur am 20. Mai 1823 mit der Antrittsrede De Belgio, disciplinae theologicae, nostra imprimis aetate, sede pulcherrima et maxime opportuna an. Am 1. Juni desselben Jahres wurde er Akademiepfarrer in Utrecht. Er unterrichtete anfänglich natürliche Theologie, sowie die Exegese und Kritik des Neuen Testaments, wobei er später seine Vorlesungen über die Exegese des Alten Testaments, aber auch über theologische Enzyklopädie verfolgte. Nach dem Tod von Pareau übernahm er die Vorlesungen der arabischen Sprachen und Literatur.
Bouman beteiligte sich auch an den organisatorischen Aufgaben der Hochschule. So war er 1829/30, 1844/45 Rektor der Alma Mater. Sein erstes Rektorat legte er 1830 mit der Rede De historia philosophiae de Deo, sapientiae magistra et ludis secularibus und sein zweites 1845 mit der Rede Oratio et instituta academica quae saeculo 17 fuerunt in patria cum iis quae nunc ibidem sunt breviter comparans, et memoriam celebrans Frederici Sig. Alexander, Nic. Corn. de Fremery, Joh. Fr. Schrüder nieder. Bouman war Mitglied mehrerer Gelehrtengesellschaften und Ritter des Ordens vom niederländischen Löwen. Am 19. Mai 1859 wurde er emeritiert.

## Familie
Seiner am 2. Mai 1820 in Oude Pekela geschlossenen Ehe mit Henrica Adriani (* 3. Dezember 1796 in Tjallbert (Friesland), 7. September 1883 in Utrecht), der Tochter Marcus Jan Adriani und der Alagonda van der Tuuk, entsprossen mehrere Kinder. Von diesen kennt man:
- Luttonius Bouman (* 1. Oktober 1824 in Utrecht; † 24. März 1896 ebenda) Pfarrer in Schiedam, verheiratet am 5. Mai 1854 in Oosterland mit Johanna Jacoba Ermerins (* 18. Dezember 1829 in Oosterland; † 17. Oktober 1866 in Schiedam)
- Alagonda Bouman (* 1. Oktober 1824 in Utrecht; † 19. Juli 1869 in Twello) verheiratet am 23. September 1858 in Utrecht mit Jacob Nicolaas Everts (* 8. November 1817 in Twello; † 28. März 1888 ebenda)
- Marcus Jan Bouman (* 23. Juni 1827 in Utrecht; † 13. März 1904 in Amersfoort) Pfarrer in Hoevelaken
- Lucretia Welmina Bouman (* 6. Februar 1830 in Utrecht: † 25. Oktober 1913 ebenda)
- Hermannus Jacobus Bouman (* 12. Oktober 1833 in Utrecht; † 16. März 1834 ebenda)
- Henrica Elisabeth Bouman (* 12. Oktober 1833 in Utrecht; † 8. März 1834 ebenda)

## Werke (Auswahl)
- Tweetal redevoeringen, ter aanbeveling der belangen van het Bijbelgenootschap. Groningen 1819, (books.google.de).
- Oratio de Belgio, disciplinae theologicae, nostra inprimis aetate, sede pulcherrima et maxime opportuna […]. Utrecht 1823, (books.google.de).
- Aan de Protestantsche leeraars in ons vaderland, ter gelegenheid van hetgeen in deze Dagen, door de Roomsche Kerk, tegen de Protestantsche Ondernomen Wordt. Utrecht 1825 (books.google.de). Utrecht 1830.
- Thans, meer dan ooit! Moed en kracht, met vertrouwen op God alleen! Utrecht 1830, (books.google.de).
- Nu of nooit!: Vaderlandsche ontboezeming, na het ontstaan van het oproer, in een gedeelte van Belgie. Utrecht 1830, (books.google.de).
- Oratio de historia philosophiae de Deo, sapientiae magistra […]. Utrecht 1832, (books.google.de).
- Thans, meer dan ooit. Moed en kracht met vertrouwen op God alleen. Utrecht 1832.
- Redevoering, ter godsdienstige inwijding van het tweede eeuw/eest der Utrechtsche hooge-school. Utrecht 1836, (books.google.de).
- Jodocus Heringa Eliza 's zoon, als voorstander van het vaderland en deszelfs heilzame instellingen, gelijk mede in eenige andere betrekkingen, geschetst. Eene redevoering, met aanteekeningen en bijvoegsels. Utrecht 1840, (books.google.de).
- Broederlijke toespraak aan allen, die de Hervormde kerk in Nederland lief hebben […]. Utrecht 1842.
- Geschiedenis van de voormalige Geldersche hoogeschool en hare hoogleeraren. Utrecht 1844–1847, 2 Bände.(1. Band), (2. Band).
- Oratio; et instituta academica, quae septimo decimo seculo fuerunt in patria, cum iis, quae nunc ibidem sunt, breviter comparans […]. Utrecht 1845 (Rektoratsrede).
- Memoria Joannis Clarisse theology. Utrecht 1850, (books.google.de).
- Chartae theologicae librorum censuras et doctrinae sacrae miscella continentes. Utrecht 1853–1857, 2 Bände.
- Leerrede ter aandenking van H.J. Rooijaards […]. Utrecht 1854.
- Narratio de Hermanno Johanne Royaards, Christi societatis historico. Utrecht 1856.
- Leerredenen. Ter aandenking voor vrienden en bekenden. Utrecht 1860.
- De Godgeleerdheid en hare beoefening in Nederland gedurende het laatste gedeelte der vorige en den loop der tegenwoordige eeuw. Utrecht 1862, (books.google.de).
- Commentarius perpetuus in Jacobi epistolam, post mortem auctoris editus. Utrecht 1865 (books.google.de).
- Pragmatische geschiedenis der theologie in Nederland 1787–1858. Leiden 1869.